# Carpenter (contea di Bernalillo)
Carpenter è una comunità non incorporata degli Stati Uniti d'America della contea di Bernalillo nello Stato del Nuovo Messico.  Si trova 15 miglia ad est di Albuquerque. Un ufficio postale fu aperto nella comunità dal 1903 al 1907. La comunità prende questo nome in onore del suo primo direttore postale, José R. Carpenter. Tuttavia, il nome di Carpenter esisteva già nell'area: Henry Carpenter gestiva un grande ranch nell'area di Juan Tomás negli anni 1880.